# Convoiul Libertății

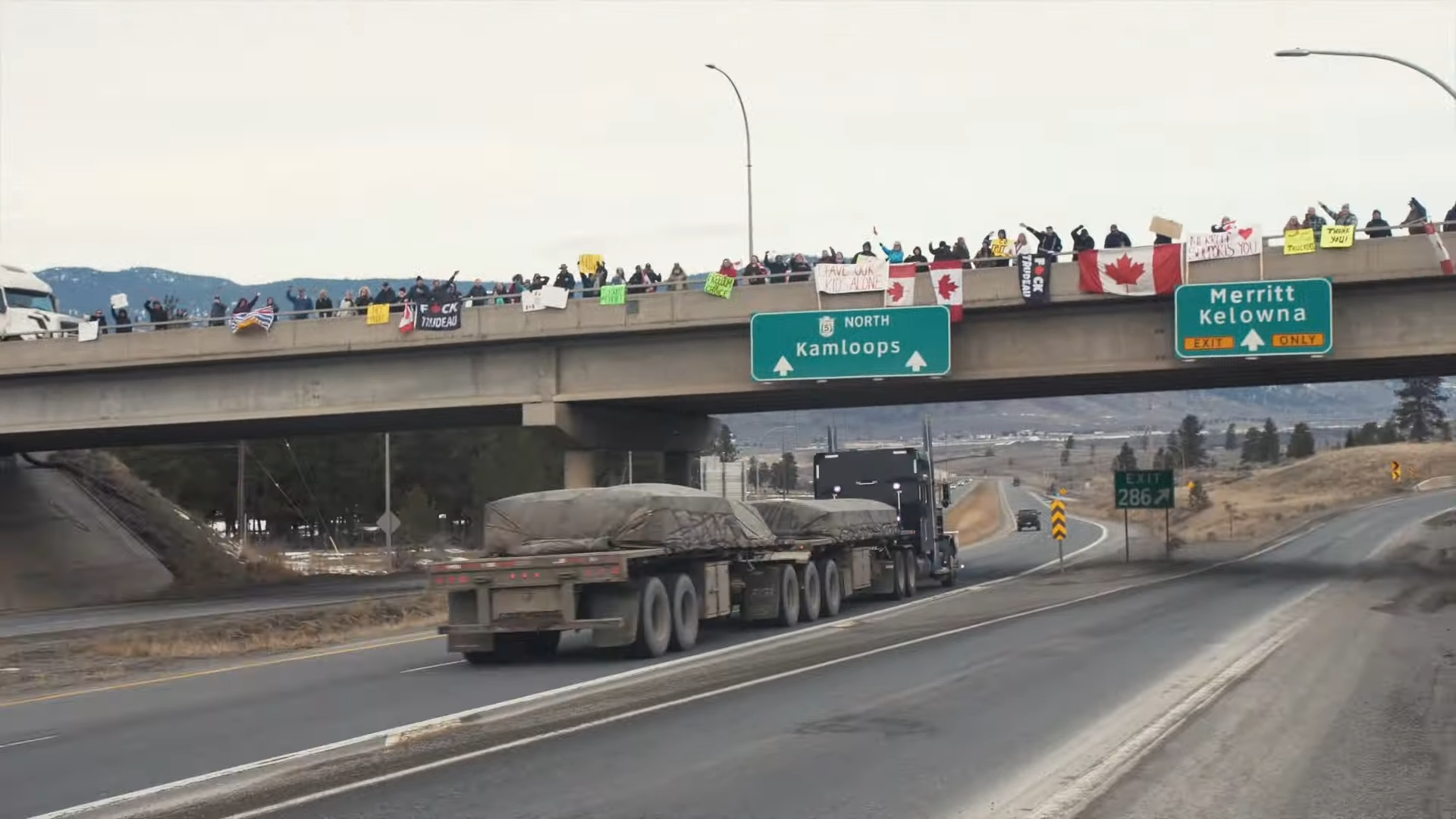
Susținătorii protestului aclamă un camion dintr-un pasaj suprateran din Merritt, Columbia Britanică, la 25 ianuarie 2022.

Convoiul Libertății (franceză: Convoi de la Liberté, engleză: Freedom Convoy 2022) este un protest în desfășurare al șoferilor de camion din Canada împotriva cerințelor privind obligația de vaccinare împotriva COVID-19 a tuturor șoferilor care intră în SUA sau revin în Canada, obligație introdusă de Guvernul Canadei la 15 ianuarie 2022. Compus din mai multe rute care au traversat toate provinciile canadiene, convoaiele de camioane s-au întâlnit lângă  Ottawa la  29 ianuarie 2022, cu un miting la Parliament Hill. Protestul a continuat în 30 ianuarie - 1 februarie.

## Canada
La 29 ianuarie, prima zi de proteste la Dealul Parlamentului, premierul Justin Trudeau s-a ascuns într-o locație nedezvăluită. El a catalogat membrii convoiului drept o "minoritate marginală".
Strângerea de fonduri a fost organizată de Tamara Lich, secretarul Partidului Maverick, un partid separatist din Vestul Canadei. Majoritatea protestatarilor și-au exprimat, de asemenea, opoziția față de prim-ministrul Justin Trudeau. Trudeau și familia sa au fost evacuați din casa lor din capitală pe fondul protestelor.
Înainte de 15 ianuarie 2022, șoferii de camion și alți lucrători esențiali au fost scutiți de carantina de două săptămâni pentru călătorii nevaccinați care traversau granițele Canadei. Eliminarea scutirii a fost criticată de unii politicieni și camionagii pentru că are potențialul de a exacerba întreruperile lanțului de aprovizionare deja deficitar din Canada.
Statele Unite au, de asemenea, o cerință de vaccinare pentru persoanele din afara SUA, care a intrat în vigoare la 22 ianuarie 2022. Canadian Trucking Alliance estimează că 85% dintre cei 120.000 de șoferi de camion canadieni sunt deja vaccinați împotriva COVID-19 și că legea ar afecta 26.000 din cei 160.000 de șoferi din ambele țări care trec în mod regulat granița.
La 2 februarie, peste 1500 de fermieri canadieni au decis să-i ajute pe camionagii în protestul lor.
Convoiul Libertății a fost susținut de Elon Musk și Donald Trump.
Primarul capitalei Ottawa a declarat, la 7 februarie, stare de urgență, primarul Jim Watson a considerat că situația a scăpat de sub control: numărul șoferilor care demonstrează l-a depășit pe cel al polițiștilor.

## Europa
Camionagii europeni, urmând exemplul colegilor lor canadieni, au început pregătirile pentru un marș spre Bruxelles la 7 februarie 2022.